# Wattasiden
Die Wattasiden (marokkanisches Tamazight ⵉⵡⵟⵟⴰⵙⵉⵢⵏ Iwṭṭasiyen, arabisch وطاسيون, DMG Waṭṭāsīyūn) waren eine islamische Berber-Dynastie. Als Regenten des letzten Meriniden-Sultans übernahmen sie in den 1420er Jahren de facto die Macht in Marokko, das sie – ab 1472 völlig unabhängig – bis zu ihrem eigenen Sturz durch die Saadier 1554 beherrschten.

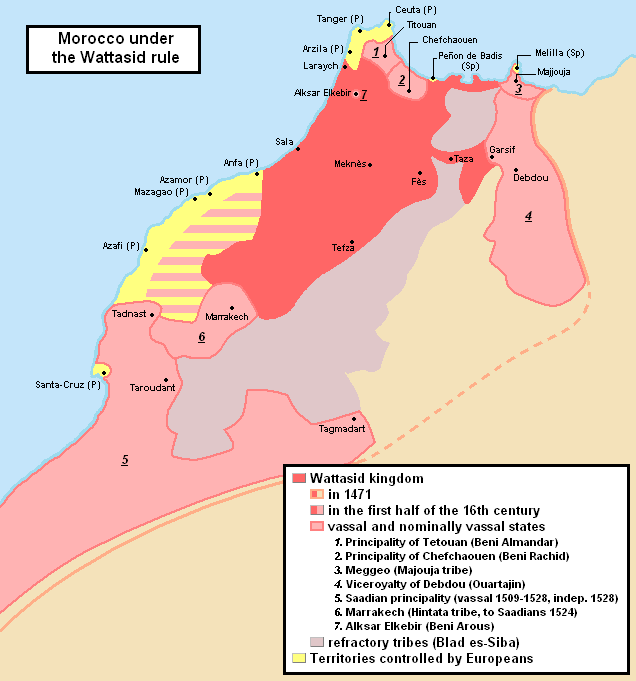
Herrschaftsbereich der Wattasiden

Die Banu Ouattas (بنو وطاس / Banū Waṭṭās) waren Zanata-Berber und mit den Meriniden verwandt. Im 13. Jahrhundert waren sie von Tripolitanien bis nach Ostalgerien gezogen, wo sie sich niedergelassen hatten. Unter den Meriniden errangen die Wattasiden bald Einfluss und konnten nach dem Sturz von Abu Inan Faris (1358) ihre beherrschende Stellung sichern. Auch wenn sie nicht die Dynastie der Meriniden beseitigten, so waren deren Herrscher doch völlig von den Wattasiden abhängig. Nachdem Abdalhaqq II. (1421–1465) vergeblich den Sturz der Wattasiden betrieben hatte, errangen diese 1472 unter Mohammed ach-Chaykh al-Mahdi die Herrschaft in Marokko.
Den Wattasiden gelang trotz der Entmachtung der Meriniden keine Befriedung von Marokko. Ihre Autorität gegenüber den Beduinen- und Berberstämmen war nur gering. Auch die Eroberung der Häfen am Atlantik durch die Portugiesen konnte nicht verhindert werden. Mit Portugal musste sogar ein Waffenstillstand über 20 Jahre geschlossen werden, nachdem diese 1471 Tanger erobert hatten. Auch konnten einige Fürstentümer der Meriniden und Idrisiden im Rifgebirge lange Zeit nicht unterworfen werden.
In Opposition zur machtlosen Politik der Wattasiden gegenüber Portugal bauten in Südmarokko die Saadier unter Cherif Abu Abdallah al-Qaim (1505–1517) einen eigenen Machtbereich, als Basis für den Kampf gegen die Portugiesen auf. Zwar konnten die Saadier zeitweise von den Wattasiden unter dem Regenten Bou Hassoun aufgehalten werden, doch gewannen sie durch ihren erfolgreichen Kampf gegen die Portugiesen breite Unterstützung in der Bevölkerung und eroberten 1549 Fès, womit die Herrschaft der Wattasiden beendet wurde.

## Herrscherliste
- Abu Zakariya Yahya I. (1420–1448)
- Ali (1448–1458)
- Yahya II. (1458–1459)
- Abu Abdallah Muhammad I. asch-Schaich (1472–1505)
- Abu Abdallah Muhammad II. al-Burtuqali (1505–1524)
- Abu Hassun Ali (1526 und 1554)
- Ahmad (1524–1545 und 1547–1549)
- Nasir ad-Din Muhammad III. al-Qasri (1545–1547)